# 파르두
파르두(브라질 포르투갈어: Pardo)는 브라질에서 혼혈 인종을 나타내는 용어이다.
파르두의 상당수는 백인, 흑인, 인디오의 혈통이 혼합되어 있으며, 브라질에서는 이들의 피부색을 갈색으로 규정한다.

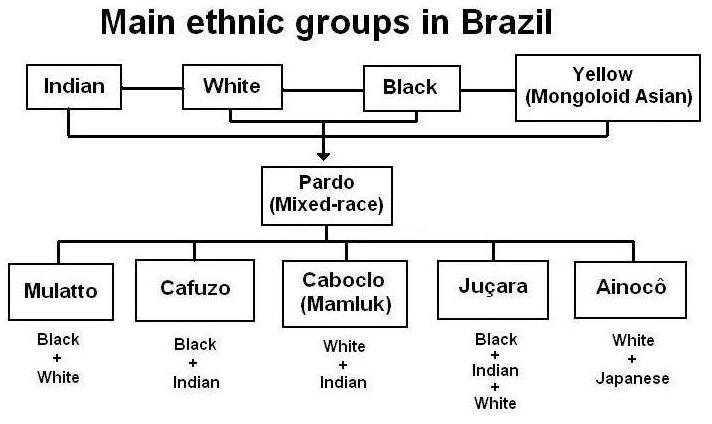
브라질에서의 인종 구분도.

## 유명 인사
- 남성
  - 페르난두 엔히키 카르도주: 정치인, 브라질 제34대 대통령
  - 호나우두: 축구 선수
  - 네이마르: 축구 선수
  - 헐크: 축구 선수
- 여성
  - 마리나 시우바: 정치인
  - 아드리아나 리마: 모델

## 같이 보기
- 브라질인